# HSG Hohn/Elsdorf
Die Handballspielgemeinschaft Hohn/Elsdorf war eine bis 2014 bestehende Spielgemeinschaft aus den Orten Hohn und Elsdorf-Westermühlen im  schleswig-Holsteinischen Kreis Rendsburg-Eckernförde. Sie erlangte insbesondere durch ihre erste Männermannschaft, die mehrmals am DHB-Pokal teilnahm und in der Regionalliga spielte, überregionale Bekanntheit.

## Geschichte
Die Spielgemeinschaft wurde 1991 vom Hohner SV und vom Elsdorfer SV gegründet, um im Jugendbereich vollständige Mannschaften aufstellen zu können. Bereits vor 1991 spielten die Herrenmannschaften beider Vereine mehrere Jahre in den höchsten Landesspielklassen, den Feldhandballern des Hohner SV gelang Ende der 1960er-Jahre zweimal der Aufstieg in die Feldhandball-Bundesliga.
Nach der HSG-Gründung spielten die Männer zunächst in der fünftklassigen Bezirksliga, aus der sie bis 2002 auch mehrmals absteigen mussten. 2005 wurde die HSG zum zweiten Mal nach 1997 Meister der Bezirksliga Ost und setzte sich anschließend in den Aufstiegsspielen zur Oberliga gegen den TuS Lübeck 93, die HSG Marne/Brunsbüttel und die SG Husum-Schobüll mit 12:0 Punkten durch. Bereits zwei Jahre später errangen die Rendsburger die Meisterschaft in der Oberliga Schleswig-Holstein und stiegen damit in die drittklassige Regionalliga Nordost auf, wo sie sich zwei Jahre halten konnten.
Nach dem Abstieg in die Oberliga gelang der HSG Hohn/Elsdorf als Vizemeister die Qualifikation für die neu gegründete Handball-Oberliga Hamburg - Schleswig-Holstein, der sie bis zur HSG-Auflösung im Jahr 2013/14 angehörte. 2012/13 erreichte die Frauenmannschaft zudem die Meisterschaft in der Landesliga Mitte und stieg erstmals in die Schleswig-Holstein-Liga auf.
Die HSG qualifizierte sich 2005, 2006, 2007, 2008, 2009, 2010 und 2012 für den DHB-Pokal. Lediglich 2008 kam sie dabei durch einen 36:33-Sieg gegen den niedersächsischen Oberligisten MTV Vorsfelde über die 1. Runde hinaus. Zur Saison 2014/15 bildeten die beiden Stammvereine zusammen mit dem TSV Möwe Hamdorf und dem TSV Breiholz die HSG Eider Harde.